# XXIX millennio a.C.
Il XXIX millennio a.C. inizia il 1º gennaio dell'anno 29000 a.C. e termina il 31 dicembre dell'anno 28001 a.C. incluso.

## Invenzioni, scoperte, innovazioni
- intorno all'anno 29000 a.C. - Europa: Occupazione delle Grotte Chauvet in Francia, presso Vallon-Pont-d'Arc, nell'Ardèche (regione della Rhône-Alpes). La grotta presenta pitture e incisioni rupestri di diversi animali quali bisonti, mammut rossi, gufi, rinoceronti, leoni, orsi, cervi, cavalli, iene, renne ed enormi felini scuri. Soli o ritratti in branco, nei colori resi disponibili dagli elementi naturali, gli animali ritratti assommano ad oltre 500 opere databili di circa 31.000 anni fa. Possiamo ipotizzare che questo luogo fosse un importante centro di culto dell'epoca.[1][2][3][4]